# Ніколя Ліньйоль
Ніколя Ліньоль (фр. Nicolas Ligneul, нар. 2 жовтня 1972, Париж) — юрист французько-швейцарського походження. Працює викладачем з публічного права в Університеті Париж-Ест Крете́й та адвокатом при апеляційному суді Парижа. Експерт у складі міжнародних організацій.

## Біографія

### Освіта
Має ступінь магістра з приватного права в Університеті Париж 12, отримав диплом DEA у галузі публічного права економічної діяльності, а у 1998 році захистив докторську дисертацію з публічного права. У 2012 році він здобув право керувати науковими дослідженнями (HDR).

### Академічна кар'єра
З 1999 року працює доцентом з публічного права в Університеті Париж-Ест Крете́й, де викладає міжнародне публічне право та європейське право. Його наукові дослідження зосереджені переважно на міжнародному та європейському економічному праві, міжнародному кримінальному праві.

### Адвокатська діяльність
З 2004 року є адвокатом у Паризькій адвокатській палаті. Ніколя Ліньоль спеціалізується на торговельному, підприємницькому та конкурентному праві, а також на праві кредитування та захисту прав споживачів.
Від 2010 року є співзасновником юридичної фірми Cabinet Ligneul у Парижі, яка спеціалізується на торговому праві, кримінальному праві, арбітражі, а також сімейному праві. Кабінет входить до мережі Amon Avocats.
Він уповноважений представляти інтереси потерпілих у Міжнародному кримінальному суді .

### Діяльність в Україні
Як адвокат, уповноважений здійснювати захист і представляти інтереси потерпілих у Міжнародному кримінальному суді, Ніколя Ліньоль представляє кілька сотень жертв воєнних злочинів та злочинів проти людяності в Україні.
Він є автором “Практичного посібника з компенсації постраждалим від російського вторгнення в Україну”, метою якого є спрощення доступу постраждалих українських громадян до механізмів компенсації, передбачених українським законодавством, правом Ради Європи та Міжнародним кримінальним судом (МКС).

### Інші напрями діяльності
З 2008 року очолює апеляційну комісію Федерації хокею на льоду Франції.

## Публікації
Книги
- Практичний посібник з компенсації постраждалим від російського вторгнення в Україну, Amon Avocats, 2024.
- Арбітраж, інвестиції та міжнародна торгівля в Африці та Індійському океані, Н. Ліньоль (ред.) та Н. Же (ред.), Lexis-Nexis, 2018.
- Баланс між комерційними та некомерційними цінностями в Європейському Союзі (зовнішні та внутрішні відносини ЄС), Дослідження, представлене для здобуття HDR, Університет Париж-Ест, липень 2012.
- Європейське ринкове право, Ellipses, серія «Університети», 2006, 250 стор. (Н. Ліньоль, у співавторстві з Олівія Тамбу).
- Формування міжнародного права конкуренції між підприємствами, Bruylant, 2001.

## Зовнішні посилання
- Офіційний сайт юридичної фірми Ligneul
- Університет Париж-Ест Крете́й
- Мережа Amon Avocats
- Міжнародний кримінальний суд
- Федерація хокею на льоду Франції